# Theridion hopkinsi
Theridion hopkinsi là một loài nhện trong họ Theridiidae.
Loài này thuộc chi Theridion. Theridion hopkinsi được Lucien Berland miêu tả năm 1929.